# President de l'Afganistan
El President de l'Afganistan és el cap d'Estat, cap de govern de l'Afganistan i el comandant en Cap de les forces armades.
L'actual President de l'Afganistan és Ashraf Ghani Ahmadzai des del 2014. A l'anterior, Hamid Karzai va ser el primer titular triat democràticament en aquest lloc.
Afganistan ha estat intermitentment una república - entre 1973-1992 i des de 2001 cap a davant - en uns altres temps ha estat governada per una varietat de reis, emirs i (sota els règims mujahidí i talibà en els anys 1990) governants islamistes.

## Presidents de l'Afganistan
| #                                         | Nom                                                                       | Imatge              | Començament del govern | Fi del govern          | Partit polític                                                                                    |
| ----------------------------------------- | ------------------------------------------------------------------------- | ------------------- | ---------------------- | ---------------------- | ------------------------------------------------------------------------------------------------- |
| República de l'Afganistan                 |                                                                           |                     |                        |                        |                                                                                                   |
| 1                                         | Mohammed Daoud Khan President de la República                             |                     | 17 de juliol de 1973   | 27 d'abril de 1978     | Partit Nacional Revolucionari                                                                     |
| Dictadura militar                         |                                                                           |                     |                        |                        |                                                                                                   |
| 2                                         | Abdul Qadir Dagarwal Cap del Consell Revolucionari de las Fuerzas Armadas | Sense imatge        | 27 d'abril de 1978     | 30 d'abril de 1978     | Partit Popular Democràtic de l'Afganistan                                                         |
| República Democràtica de l'Afganistan     |                                                                           |                     |                        |                        |                                                                                                   |
| 3                                         | Nur Muhammad Taraki Cap del Consell Revolucionari                         | sense imatge        | 30 d'abril de 1978     | 16 de setembre de 1979 | Partit Popular Democràtic de l'Afganistan                                                         |
| 4                                         | Hafizullah Amin Cap del Consell Revolucionari                             |                     | 16 de setembre de 1979 | 27 de desembre de 1979 | Partit Popular Democràtic de l'Afganistan                                                         |
| 5                                         | Babrak Karmal Cap del Consell Revolucionari                               |                     | 27 de desembre de 1979 | 24 de novembre de 1986 | Partit Popular Democràtic de l'Afganistan                                                         |
| 6                                         | Haji Mohammad Chamkani Cap del Consell Revolucionari                      | Sense imatge        | 24 de novembre de 1986 | 30 de setembre de 1987 | independent                                                                                       |
| 7                                         | Mohammad Najibullah Cap del Consell Revolucionari                         | Sense imatge        | 30 de setembre de 1987 | 30 de novembre de 1987 | Partit Popular Democràtic de l'Afganistan                                                         |
| República de l'Afganistan                 |                                                                           |                     |                        |                        |                                                                                                   |
| 7                                         | Mohammad Najibullah President de la República                             | Sense imatge        | 30 de novembre de 1987 | 16 d'abril de 1992     | Partit Popular Democràtic de l'Afganistan (fins al 1990) Partit DemocràticWatan (després de 1990) |
| 8                                         | Abdul Rahim Hatef President provisional de la República                   | Sense imatge        | 16 d'abril de 1992     | 28 d'abril de 1992     | Partit Popular Democràtic de l'Afganistan                                                         |
| Estat Islàmic de l'Afganistan             |                                                                           |                     |                        |                        |                                                                                                   |
| 9                                         | Sibghatullah Mojaddedi President interí de l'Estat Islàmic                | Mojaddedi           | 28 d'abril de 1992     | 28 de juny de 1992     | Front Nacional per l'Alliberament de l'Afganistan                                                 |
| 10                                        | Burhanuddin Rabbani President de l'Estat Islàmic                          | Burhanuddin Rabbani | 28 de juny de 1992     | 27 de setembre de 1996 | Jamiat-e Islami - Associació Islàmica de l'Afganistan                                             |
| 11                                        | Mohammed Omar Cap del Consell Suprem'                                     | Sense imatge        | 27 de setembre de 1996 | 13 de novembre de 2001 | Talibà                                                                                            |
| Estat Islàmic provisional de l'Afganistan |                                                                           |                     |                        |                        |                                                                                                   |
| 10                                        | Burhanuddin Rabbani President de l'Estat Islàmic                          | Burhanuddin Rabbani | 13 de novembre de 2001 | 22 de desembre de 2001 | Jamiat-e Islami - Associació Islàmica de l'Afganistan                                             |
| 12                                        | Hamid Karzai President provisional de l'Estat Islàmic                     | Hamid Karzai        | 22 de desembre de 2001 | 19 de juny de 2002     | no tenia (independent)                                                                            |
| 12                                        | Hamid Karzai President de l'Estat Islàmic                                 | Hamid Karzai        | 19 de juny de 2002     | 7 de desembre de 2004  | no tenia (independent)                                                                            |
| República Islàmica de l'Afganistan        |                                                                           |                     |                        |                        |                                                                                                   |
| 12                                        | Hamid Karzai President de la República Islàmica                           | Hamid Karzai        | 7 de desembre de 2004  | 29 de setembre de 2014 | no tenia (independent)                                                                            |
| 13                                        | Ashraf Ghani President de la República Islàmica                           | Ashraf Ghani        | 29 de setembre de 2014 | actualitat             | no tenia (independent)                                                                            |